# Darios (fill de Xerxes I)
Darios (Dareius, Δαρεῖος) fou el fill gran de Xerxes I de Pèrsia. Fou executat pel seu germà Artaxerxes I de Pèrsia després de ser acusat per Artaban i Espamitres de ser l'assassí de Xerxes, assassinat que ells mateixos havien comès (465 aC). Aquesta història es presenta de diverses formes segons Ctèsies de Cnidos, Diodor de Sicília o Justí.